# رينالدو غونزاليس لوبيز
رينالدو غونزاليس لوبيز هو مسير رياضي كوبي، ولد في 14 سبتمبر 1948، وتوفي في 4 يوليو 2015 في مدينة مكسيكو في المكسيك.

## روابط خارجية
- رينالدو غونزاليس لوبيز على موقع أوليمبيديا (الإنجليزية)